# René Brossy
René Brossy (París, 5 d'abril de 1906 - Senlis 3 de desembre de 1991) va ser un ciclista francès. Va destacar com amateur guanyant la París-Reims i aconseguint una medalla de bronze al Campionat del món en ruta de 1929 per darrere dels italians Pierino Bertolazzo i Remo Bertoni. Va participar en tres proves als Jocs Olímpics de 1928.

## Palmarès
- 1927
  - 1r a la París-Reims